# 吉法拉省
吉法拉省（阿拉伯语：‎，Al Jifārah）是利比亚的一个省，位于利比亚西北部，面积1940平方公里，人口约45万。首府阿齐济耶。